# Lopidea instabilis
Lopidea instabilis är en insektsart som först beskrevs av Reuter 1909.  Lopidea instabilis ingår i släktet Lopidea och familjen ängsskinnbaggar. Inga underarter finns listade i Catalogue of Life.